# Il miglior amico dell'uomo
Il miglior amico dell'uomo è il secondo libro della serie I racconti di mezzanotte di Nick Shadow, uno dei pseudonimi usati dallo scrittore inglese Allan Frewin Jones.

## Trama
Il dodicenne Ben si reca al funerale del nonno, morto tragicamente; qualche settimana dopo, lui e i suoi genitori si trovano a sistemare gli oggetti appartenuti al defunto, e tra questi risulta esserci uno spaventoso e decrepito pappagallo, Igor, a detta della madre di Ben "il miglior amico del nonno negli ultimi mesi di vita". Ben, ripugnato dal pappagallo, comincia anche ad averne paura, quando questo gli dice di aver ucciso lui il nonno, buttandolo giù dalle scale. La madre di Ben conferma infatti che l'uomo era morto rompendosi il collo in seguito a una caduta. Igor comincia ben presto a prendere il controllo della casa: ipnotizza i genitori del bambino piegandoli alla sua volontà, e, poiché Ben è immune all'effetto, gli promette di ucciderlo. Il ragazzo, nell'orologio lasciatogli dal nonno, trova un messaggio dello stesso, il quale afferma che il pappagallo è posseduto da un demone, e l'unico modo per sbarazzarsene è pronunciare un'antica formula che lo avrebbe spedito a migliaia di miglia di distanza. Ben ritira un libro di formule magiche prenotato precedentemente dal nonno, e con quello riesce a far uscire il demone dal corpo di Igor. I genitori si svegliano dall'ipnosi e tutto sembra tornare normale... fino a quando Ben scopre che, a causa di uno sbaglio nella lettura della formula, il demone è entrato nel suo cane Rex.